# Андерсен, Астри
Астри Андреа Кристина Андерсен (швед. Astri Andrea Kristina Andersen; 6 марта 1876, Стокгольм — 11 апреля 1911, Нюбру) — шведская пианистка, дочь виолончелиста Антона Андерсена.

## Биография
Астри Андерсен родилась 6 марта 1876 года в Стокгольме. Её отцом был норвежский виолончелист Антон Юрген Андерсен. В год рождения Астри её отец получил место преподавателя в Шведской королевской музыкальной академии, и девочка с ранних лет росла в музыкальной среде. В возрасте восьми лет она начала брать уроки фортепьяно и основ гармонии у Рихарда Андерссона. В двенадцать лет она поступила в музыкальную школу при Академии, где её учителями гармонии были Арон Бергенсон и Конрад Нурдквист. Игре на фортепьяно Астри училась у Эмиля Шёгрена, ассистента Рихарда Андерссона.
Окончив школу в 1894 году, Астри получила приглашение отправиться, вместе с французским скрипачом Анри Марто, в концертный тур по городам Швеции. Её сольный дебют состоялся 11 мая 1895 года, после чего она концертировала как в Швеции, так и в других странах Европы: Дании, Норвегии, Финляндии, Германии. 5 мая 1896 Астри Андерсен выступила с сольным концертом в Стокгольме и заслужила одобрение критиков, отмечавших её исполнительскую зрелость и мастерство. В 1897 году составители биографической энциклопедии «Svenskt porträttgalleri» включили в неё Астри Андерсен, несмотря на её юный возраст, что говорит о признании, которого она к тому времени добилась.
В 1898—1899 году Астри Андерсен на время прекратила концертную деятельность, чтобы продолжить совершенствоваться в фортепианной игре. Для этого она отправилась в Берлин, где брала уроки у Морица Мошковского и Эрнста Едлички. По возвращении в Швецию Астри выступала в составе трио вместе со своим отцом и скрипачом Ларсом Зеттерквистом. Кроме того, Астри занималась преподавательской деятельностью в Стокгольме, Мальмё и Лунде. В 1907 году она вышла замуж за коллегу-преподавателя Эфраима Стрёмберга.
Астри Андерсен скончалась, по неизвестным причинам, 11 апреля 1911 года во время своего пребывания в Нюбру. Она похоронена на Северном кладбище в Лунде.